# Efrem Mekonnen
Efrem Mekonnen Weldegabrel (* 31. Januar 2001) ist ein äthiopischer Leichtathlet, der im Sprint und Mittelstreckenlauf an den Start geht. 

## Sportliche Laufbahn
Erste internationale Erfahrungen sammelte Efrem Mekonnen 2017 bei den Juniorenafrikameisterschaften in Tlemcen, bei denen er im 400-Meter-Lauf in 48,87 s die Bronzemedaille gewann und mit der äthiopischen 4-mal-400-Meter-Staffel in 3:11,89 min die Goldmedaille gewann. Im Jahr darauf schied er bei den Afrikameisterschaften in Asaba über 400 Meter mit 48,98 s in der ersten Runde aus und erreichte auch mit der Staffel in 3:11,95 min nicht das Finale. 2019 gelangte er bei den Juniorenafrikameisterschaften in Abidjan in 47,55 s auf Rang vier und gewann mit der Staffel in 3:10,99 min die Silbermedaille. Anschließend nahm er erstmals an den Afrikaspielen in Rabat teil und schied dort mit 48,67 s in der Vorrunde aus, belegte mit der Staffel in 3:11,58 min aber den siebten Platz. Nach einem Jahr Wettkampfpause startet Mekonnen seit 2021 im 800-Meter-Lauf und 2022 schied sie bei den Afrikameisterschaften in Port Louis mit 1:49,81 min im Halbfinale aus. 2024 kam er bei den Hallenweltmeisterschaften in Glasgow mit 1:49,71 min nicht über den Vorlauf hinaus.

## Persönliche Bestzeiten
- 400 Meter: 47,26 s, 24. Mai 2018 in Assela
- 800 Meter: 1:44,87 min, 28. Mai 2023 in Forbach
  - 800 Meter (Halle): 1:48,02 min, 7. Februar 2024 in Valencia